# 天恆邨公共運輸交匯處
天恆邨公共運輸交匯處（英文：Tin Heng Estate Public Transport Interchange）是位於香港新界元朗區天水圍北天瑞路天恒邨多層停車場底層的公共運輸交匯處，現時有7條巴士路線以此為總站。

## 總站路線資料

### 九龍巴士265B線
- 天水圍（天恆邨） ↔ 旺角（柏景灣）

由九龍巴士營運的一條路線，提供天水圍北、天水圍市中心、天耀及天慈往來長沙灣、旺角及大角咀的巴士服務。開辦時由於本站尚未啟用，以天富苑作臨時總站。於2001年3月18日起開辦。

### 九龍巴士265M線
- 天水圍（天恆邨） ↔ 葵涌（麗瑤邨）

由九龍巴士營運的一條路線，提供天水圍北及美湖居往返荃灣、葵涌、麗瑤邨的巴士服務，於2001年4月1日起開辦。

### 九龍巴士269R線
- 香港體育館 → 天水圍（天恆邨）（只供落客，不設回程）

### 九龍巴士276A線
- 天水圍（天恆邨） ↔ 上水（太平）

由九龍巴士營運的一條路線，提供天恆、天富苑、天瑞及天耀往來上水的巴士服務。於2001年4月10日起開辦。取代276／276P線於天水圍的巴士服務。

### 九龍巴士SP6線
- 啟德體育園 → 天恆邨

### 港鐵巴士K73綫
- 天恆 ⇄ 元朗（西）

於2004年4月18日開辦，取代原有A70及A74線，途經天富苑、天晴邨、嘉湖山莊（美湖居、麗湖居、景湖居）、天水圍游泳池（只限回程）、天慈邨、朗屏邨及元朗廣場。 

### 港鐵巴士K76綫
- 天恆 ↔ 天水圍站

於2003年11月24日開辦，最初是一條來往兆康站（北）及天恆的臨時路綫，2004年7月4日改為循環綫並縮短至天水圍站折返，2005年3月2日取消循環綫運作，途經天恩邨、天富苑、天澤邨及天逸邨。

## 過往路線
- 九龍巴士276B線（已遷往天富巴士總站）
- 九龍巴士269P線（已遷往濕地公園路）
- 九龍巴士N265線（已取消）

## 車坑分佈
| 車坑分佈（以入口最左邊起計） | 車坑分佈（以入口最左邊起計） | 車坑分佈（以入口最左邊起計）                  |
| 車坑編號                     | 車坑數目                     | 路線                                          |
| ---------------------------- | ---------------------------- | --------------------------------------------- |
| 1                            | 單坑                         | 九巴265B線（平日上午繁忙時間為港鐵巴士K76綫） |
| 2                            | 雙坑                         | 九巴276A線                                    |
| 3                            | 雙坑                         | 九巴265M線                                    |
| 4                            | 單坑                         | 港鐵巴士K76綫（平日上午繁忙時間為九巴265B線） |
| 5                            | 單坑                         | 港鐵巴士K73綫                                 |

## 其他
- 九巴於本總站設有一個顧客服務中心，專門提供查詢、投訴服務，並售賣巴士模型／紀念品。

## 外部連結
- 九巴 （页面存档备份，存于）
- 港鐵巴士 （页面存档备份，存于）